# Ribes menziesii
Espèce
Classification phylogénétique
Ribes menziesii est une espèce de plantes à fleurs de la (famille des Grossulariacées) C'est un type de groseillier présent aux États-Unis.

## Description
Il s'agit d'un arbuste de moins de 2 m de haut, au feuillage caduc.
Les fleurs, en avril, sont teintées de rouge.
Les fruits, rouges et velus, mesurent moins d'un centimètre de diamètre.

## Position taxinomique
Cette espèce a été dédiée à Archibald Menzies, botaniste britannique, qui a herborisé en Amérique du Nord au début du XIXe siècle.
Un synonyme est répertorié : Grossularia menziesii (Pursh) Coville & Britton
De plus, cette espèce dispose de nombreuses variétés, sous-espèces et synonymes de ces variétés et sous-espèces :
- Ribes menziesii var. amarum (McClatchie) Jancz (1907) : voir Ribes amarum McClatchie - synonymes : Grossularia amara (McClatchie) Coville & Britton, Ribes hesperium var. amarum (McClatchie) Parish
- Ribes menziesii var. faustum Jeps. (1936)
- Ribes menziesii var. hesperium (McClatchie) Jeps. (1936) : voir Ribes californicum var. hesperium (McClatchie) Jeps. - synonymes : Grossularia hesperia (McClatchie) Coville & Britton, Ribes californicum subsp. hesperium (McClatchie) Thorne, Ribes hesperium McClatchie, Ribes occidentale var. hesperium (McClatchie) Jancz.
- Ribes menziesii var. hystriculum Jeps. (1936)
- Ribes menziesii var. hystrix (Eastw.) Jeps. (1925) - voir Ribes hysterix Eastw. - synonyme : Grossularia hystrix (Eastw.) Coville & Britton
- Ribes menziesii var. ixoderme Quick (1938)
- Ribes menziesii var. leptosmum (Coville) Jeps. (1925) - synonymes : Grossularia leptosma Coville, Ribes leptosmum (Coville) Fedde (homonyme : Ribes leptosmum (Coville) Standl.)
- Ribes menziesii var. minus Jancz. (1907) - synonyme : Ribes victoris var. minus (Jancz.) Jeps.
- Ribes menziesii var. retineatum Jeps. (1936)
- Ribes menziesii var. senile (Coville) Jeps. (1925) - synonyme : Grossularia senilis Coville, Ribes senile (Coville) Fedde
- Ribes menziesii var. subvestitum (Hook. & Arn.) Jancz. (1907) - synonyme : Ribes subvestitum Hook. & Arn.
- Ribes menziesii var. thacherianum Jeps. (1936) : voir Ribes thacherianum (Jeps.) Munz
- Ribes menziesii fo. victoris (Greene) Hoover (1966) - synonymes : Ribes menziesii var. victoris (Greene) Jancz., Ribes victoris Greene

## Utilisation
Une utilisation ornementale pour sa floraison est la plus courante pour cette espèce.
Les fruits, épluchés car très velus, peuvent être consommés.

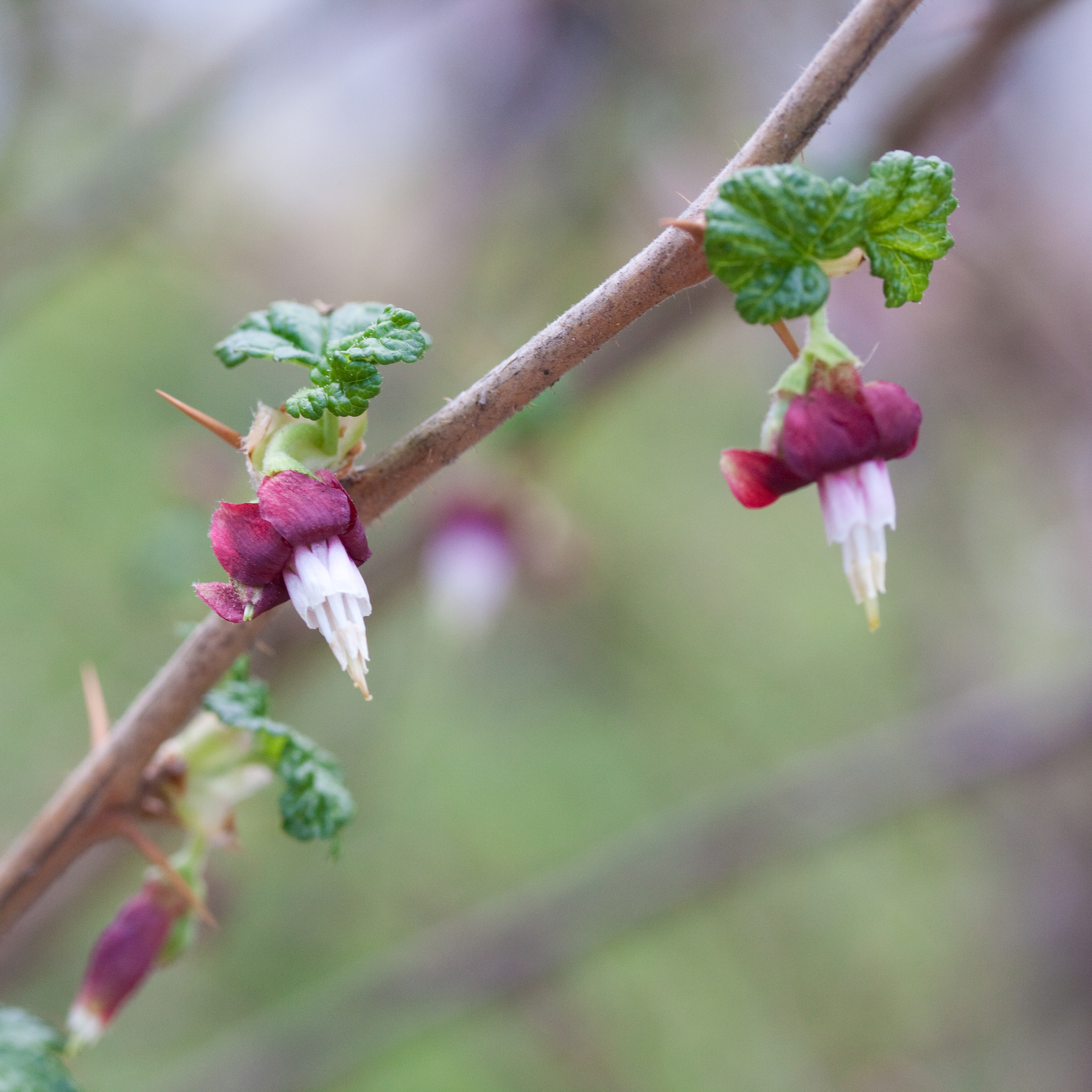
Fleurs
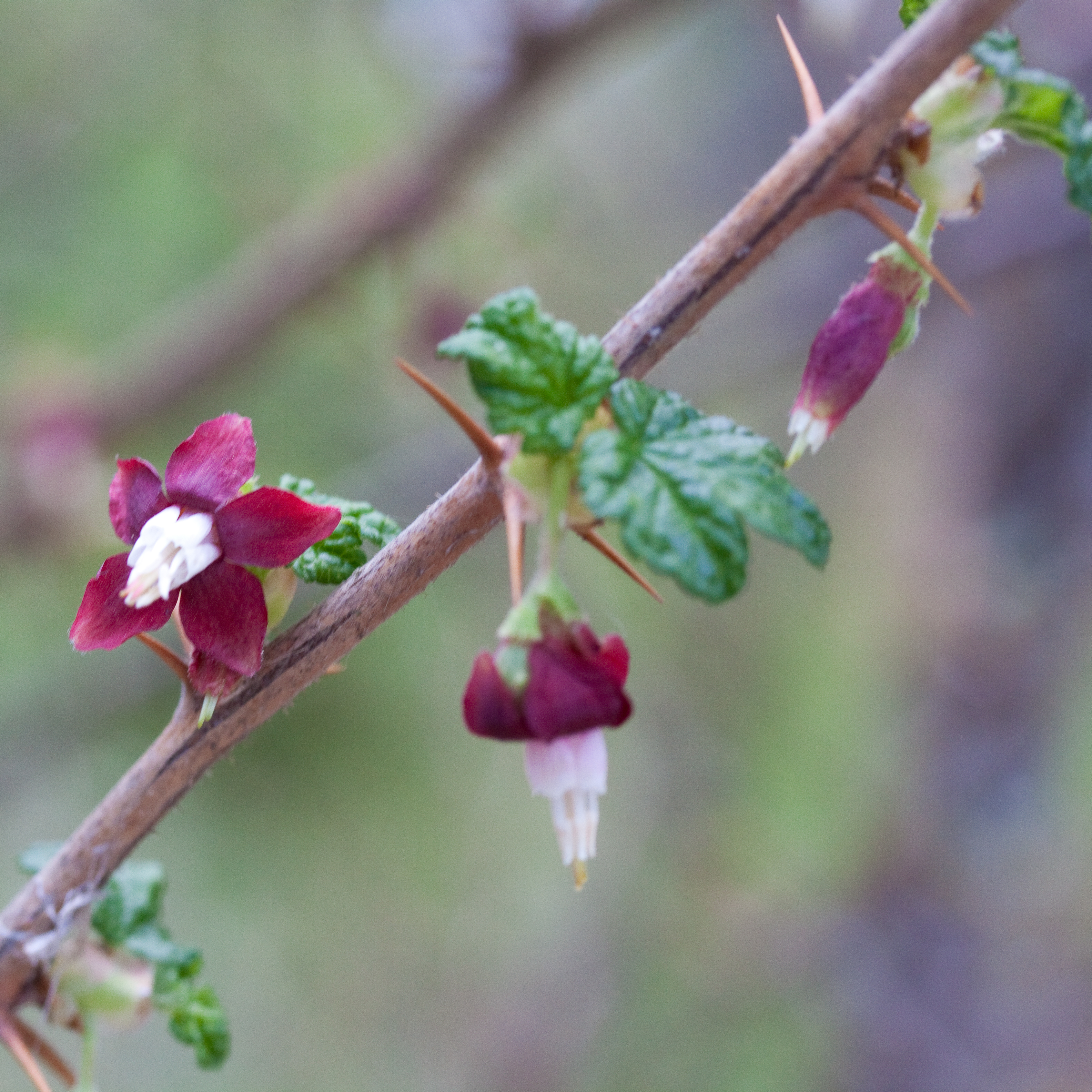
Fleurs